# 夕焼け

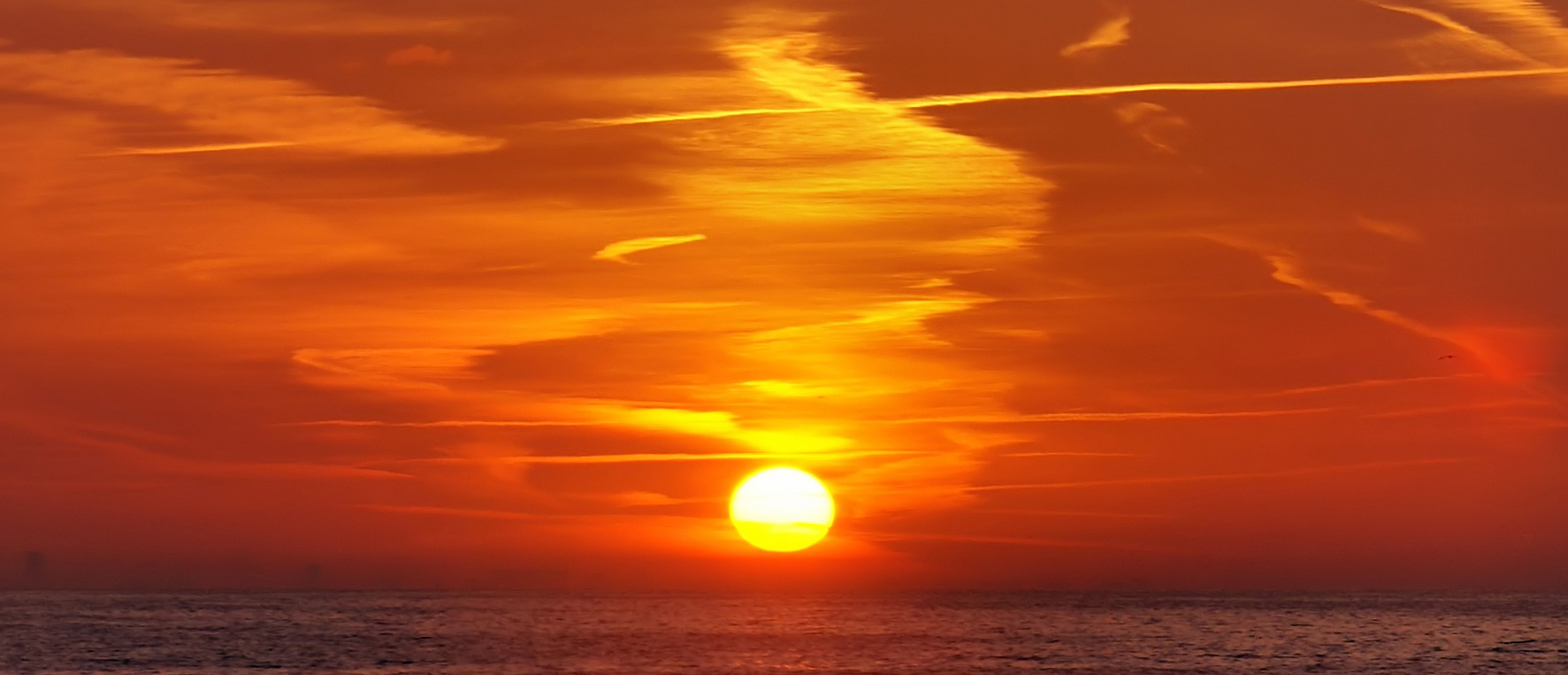
水平線に沈む太陽

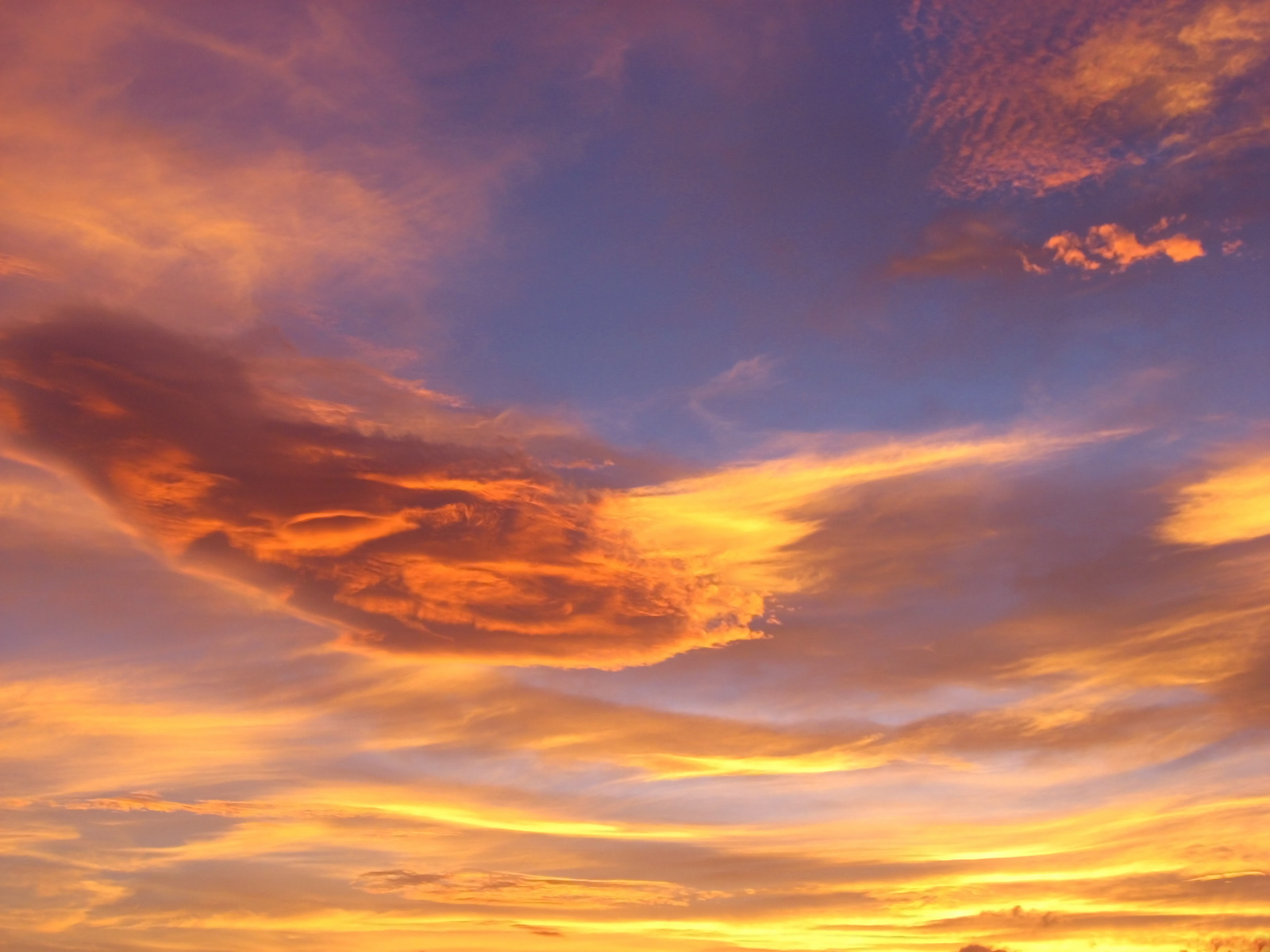
夕焼けに染まる雲とまだ青みのある上空の空

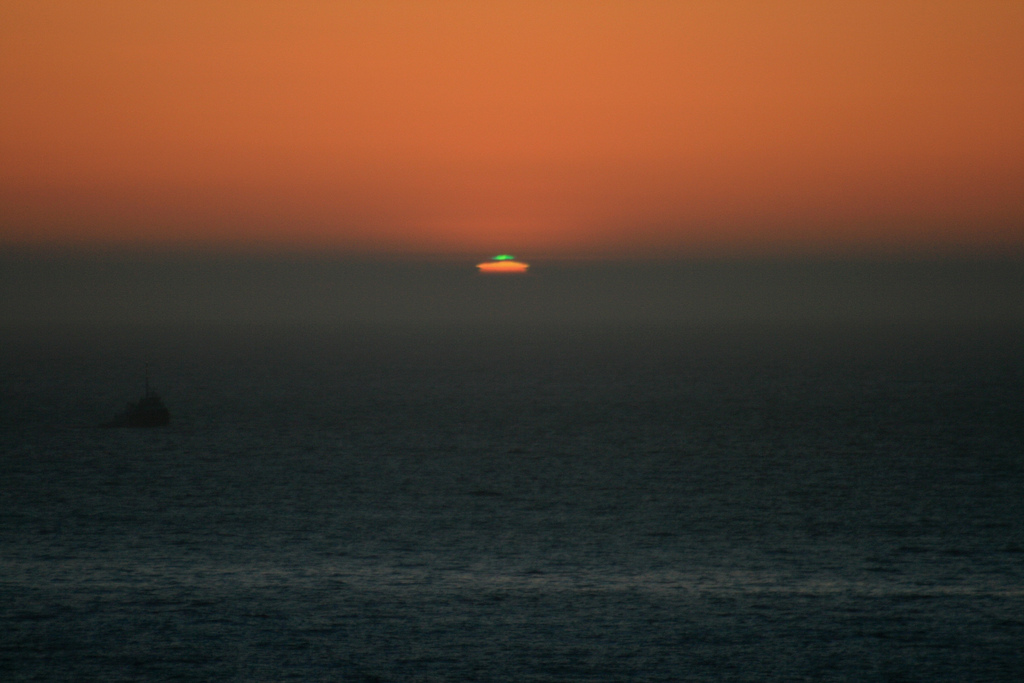
グリーンフラッシュ

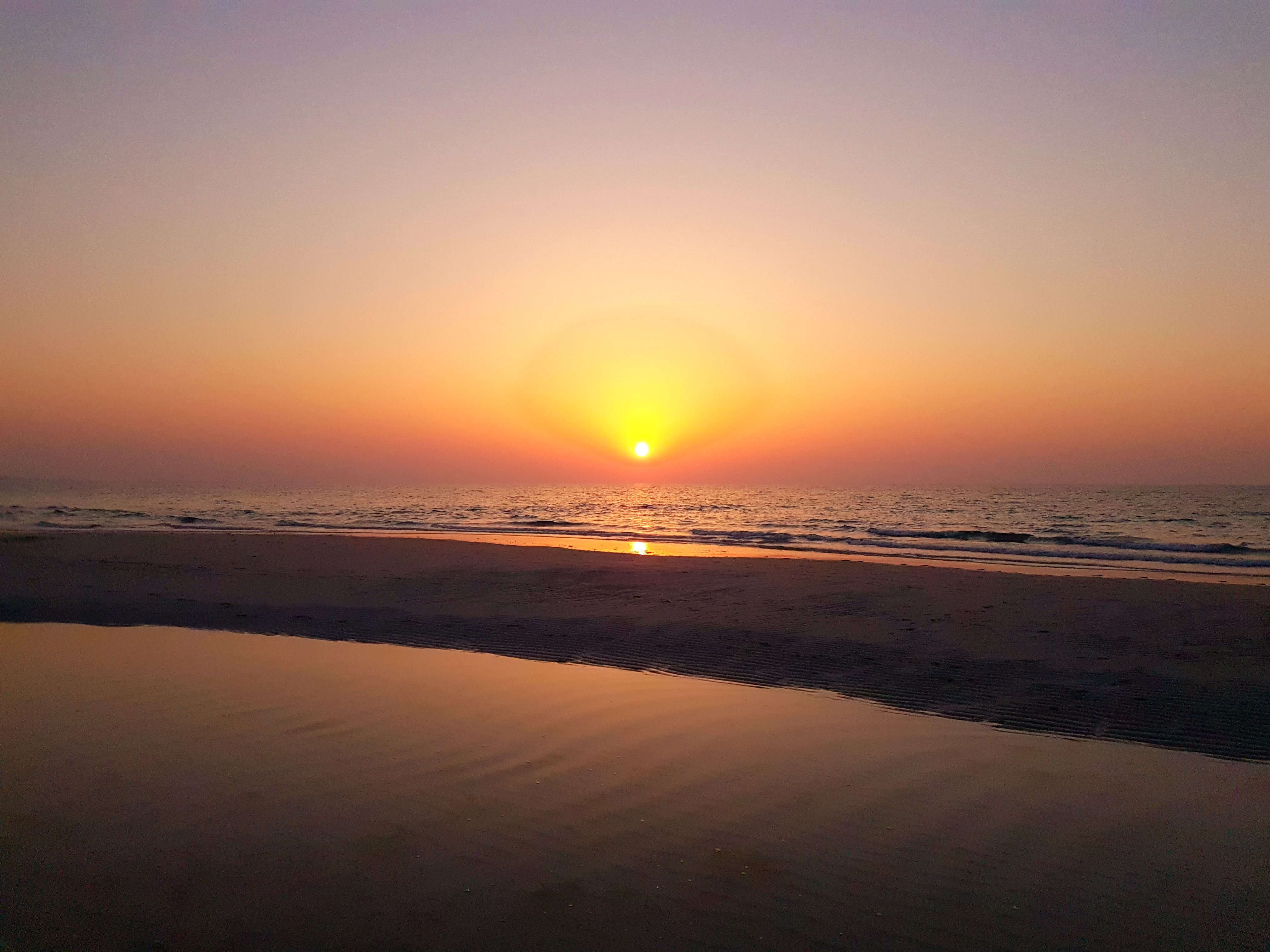
グラデーションのある夕焼け空

夕焼け（ゆうやけ）は、日没の頃、西の地平線に近い空が赤く見える現象。
夕焼けの状態の空を夕焼け空、夕焼けで赤く染まった雲を“夕焼け雲”と称する。日の出の頃に東の空が同様に見えるのは朝焼け、𧹲（あさやけ）という。

## 原理
太陽からの光（可視光線）は地上に届くまでに、大気の成分である酸素や窒素などの気体分子や微粒子などを通過するとき散乱を受ける。空の色に関係するのは気体分子による散乱で、粒子の半径よりも可視光線の波長のほうが数桁大きいためレイリー散乱が生じる。
レイリー散乱は波長が短いほど強く、波長の短い青い光が強く散乱されることが主な理由となって、太陽が上方にある日中の空は青く見える（空#色や明るさ参照）。
夕方になると太陽の光は大気を斜めに通過する。大気中をより長い距離通過するため、また水滴やちりが多い大気の下層を通過するため、波長が短い青や緑の光は減衰し、波長が長い橙（オレンジ）や赤の光が多く地上まで届く。朝も同様で、この逆の変化をする。
水滴やちりを通る光が起こすミー散乱によって、太陽そのものだけではなくまわりの空も赤く照らされて見える。また、水滴やちりは大気の下層に多いため、夕焼け・朝焼けは空の全体には広がらず、太陽の方向の空に強く現れる（ミー散乱の前方散乱の光が見えている）。
夕焼け・朝焼けにより雲もオレンジや赤に色づいて見える。巻雲や高層雲など高い雲のほうが鮮明な色になりやすい。低い雲ほど光が減衰するため暗い色味になるが、大気が清浄な地域では低い雲も鮮やかに色づいて見える傾向がある。
なお、火星においては大気による短波長の散乱よりちりによる長波長の散乱が卓越するため、ピンクの空と青い夕焼けが見られる。

### 微粒子増加による変化
大気にちりや煙霧などの微粒子（エアロゾル）が多いとき、夕焼けや朝焼けはピンク色や黄色に変わることがある。微粒子の大きさが均一のときに特定の色が生じやすい。次第に減衰するためこのような色味は地上では暗く、上空で航空機などから見ると鮮やかになる。
火山噴火による鮮やかな夕焼けは、成層圏にまで達したちりや硫酸塩成分が原因である。地平線に近い遠くの空に現れるが、太陽が出ているときにはほとんど見えず、太陽が地平線下の薄暮になってから色が最も濃くなる特徴がある。また、同時に対流圏に大量の微粒子が浮遊することで、地上の夕焼けはベールがかかったように薄暗く色もくすんで見える傾向がある。
1991年のピナトゥボ山（フィリピン）の大噴火の後に観測されており、噴火後約1年半に亘って続いた。1883年のクラカタウ火山の大噴火の後にも観測されている。
また1998年や2003年には、アメリカ、カナダ、中国での大規模な山火事の煙が影響し、夕焼けの色が薄くなったことが観測されている。

## 夕焼けに関する諸現象

### 光学現象
- 非常に稀だが、見通しの良い場所で、夕焼けや朝焼けの太陽の上端が緑色に光るグリーンフラッシュという現象がみられることがある。
- 夕焼けや朝焼け時に「太陽の蜃気楼」(Sunset Mirage) と言われる現象に、太陽が“だるまさん”に見える、だるま夕日・朝日（達磨太陽・達磨朝日）がある。

### アーベントロート
登山者の間では、夕焼けが山肌に反射して山が赤く見える現象を、「アーベントロート」（Abendrot）とドイツ語で呼ぶ習わしがあるが（朝焼けの場合は「モルゲンロート」（Morgenrot））、これは日本近代登山黎明期の大学山岳部以来の伝統である。

### 観天望気
日本には「朝焼けは雨、夕焼けは晴れ」や「夕焼けの次の日は晴れ」ということわざがある。夕焼けの発生は西には雲がない状態と考えられ、日本では特に春から秋にかけて移動性高気圧と温帯低気圧が交互にやってくることが経験則となったものである。この傾向は世界の中緯度地方に共通のもので、同じようなことわざもみられ、新約聖書中にイエスのたとえ話で一般人でも知っていることとして出てくるなど、かなり古くから知れ渡っている。
また、「夕焼けの翌日は晴れ」から派生したことわざとして「夕焼けに鎌を研げ」がある。これは夕焼けがでると晴れるため、翌日の農作業に備えよという意味である。

## 文化

### イメージと関連作品

#### 沈みゆくもの
夕焼けは空や山々、町並みを赤く染めあげて美しいものであるが、明るい昼間の時間が終わり暗い夜がやって来る合図でもあり、比較的短時間で終わってしまう現象である。そのため夕焼けの情景は文学や楽曲、映像作品において儚さや切なさなどをあらわすものとして用いられる。

#### ノスタルジー
また「子供の頃友達と遅くまで夢中になって遊んでいて、帰宅する時に夕焼けを見た」といった共通体験から、子供時代を懐かしむときの表現としても多用される。
例としては三木露風の童謡の『赤とんぼ』や中村雨紅の『夕焼小焼』がある。
また西岸良平の一連の作品に冠せられたタイトル『夕焼けの詩』（三丁目の夕日）など、まさに郷愁の象徴であるところからの命名であろう。

#### 一日の終わり、安息

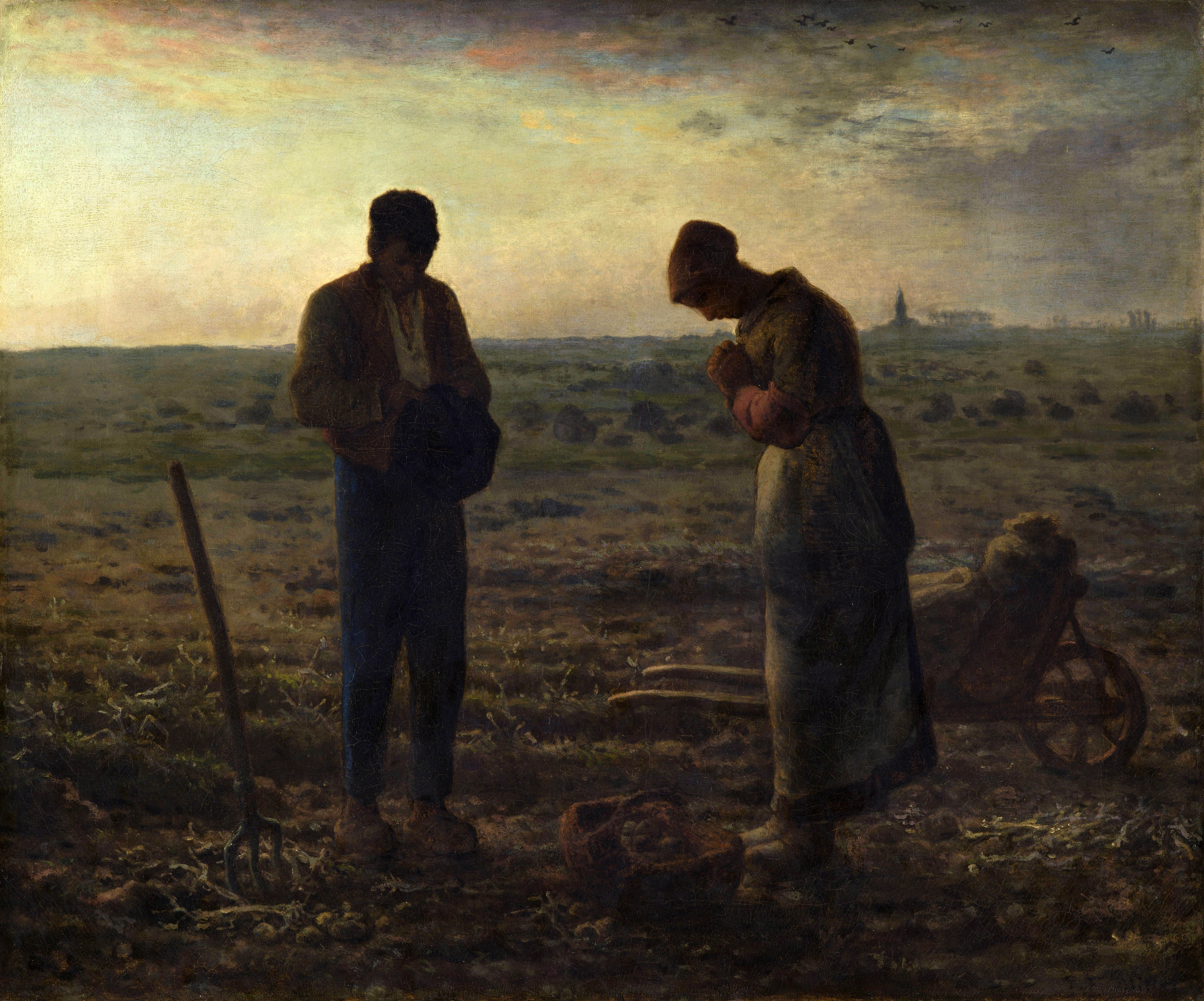
ジャン＝フランソワ・ミレー『晩鐘』

前近代において日の出とともに起きて働き日没とともに一日の活動を終えていた。夕焼けは一日の労働の終わりを象徴するものでもある。
例としては北島三郎の歌う『与作』がある。

#### 秋の夕焼け
秋の空は空気が澄み夕焼けが美しく、また日の長かった夏から徐々に日没が早くなっていくため夕焼けをとくに意識しやすい。
清少納言も『枕草子』のなかで「秋は夕暮れ 夕日のさして山の端いとちかうなりたるに、からすのねどころへ行くとて三つ四つ、二つ三つなど飛びいそぐさへあはれなり」と記している。
ちなみに俳句においては、「夕焼け」は「朝焼け」とともに夏の季語であり、秋の夕暮れを詠むときは「秋の夕焼け」などとする。

### 夕焼け・夕日の名所
夕焼け、特に日没時は短時間ながら叙情的な光景であり、日本全国に多数の名所がある。日本の夕陽百選も選定されている。

## ギャラリー

夕焼け
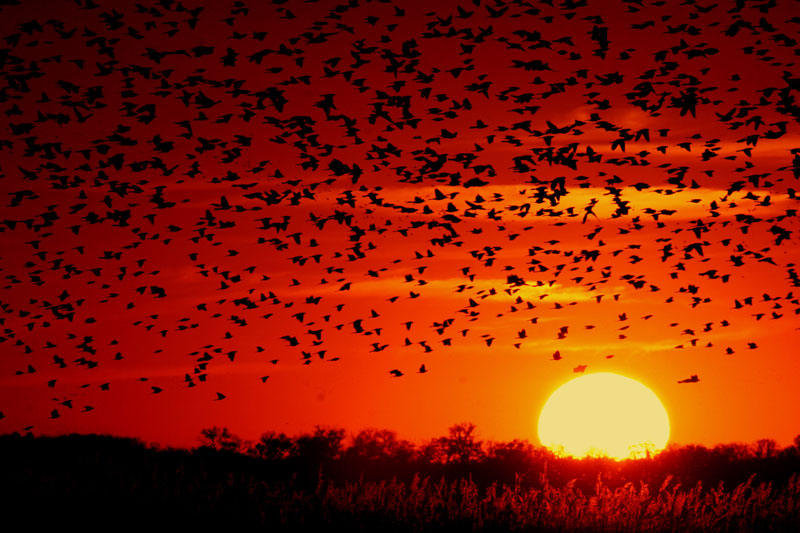
夕焼け無数の鳥
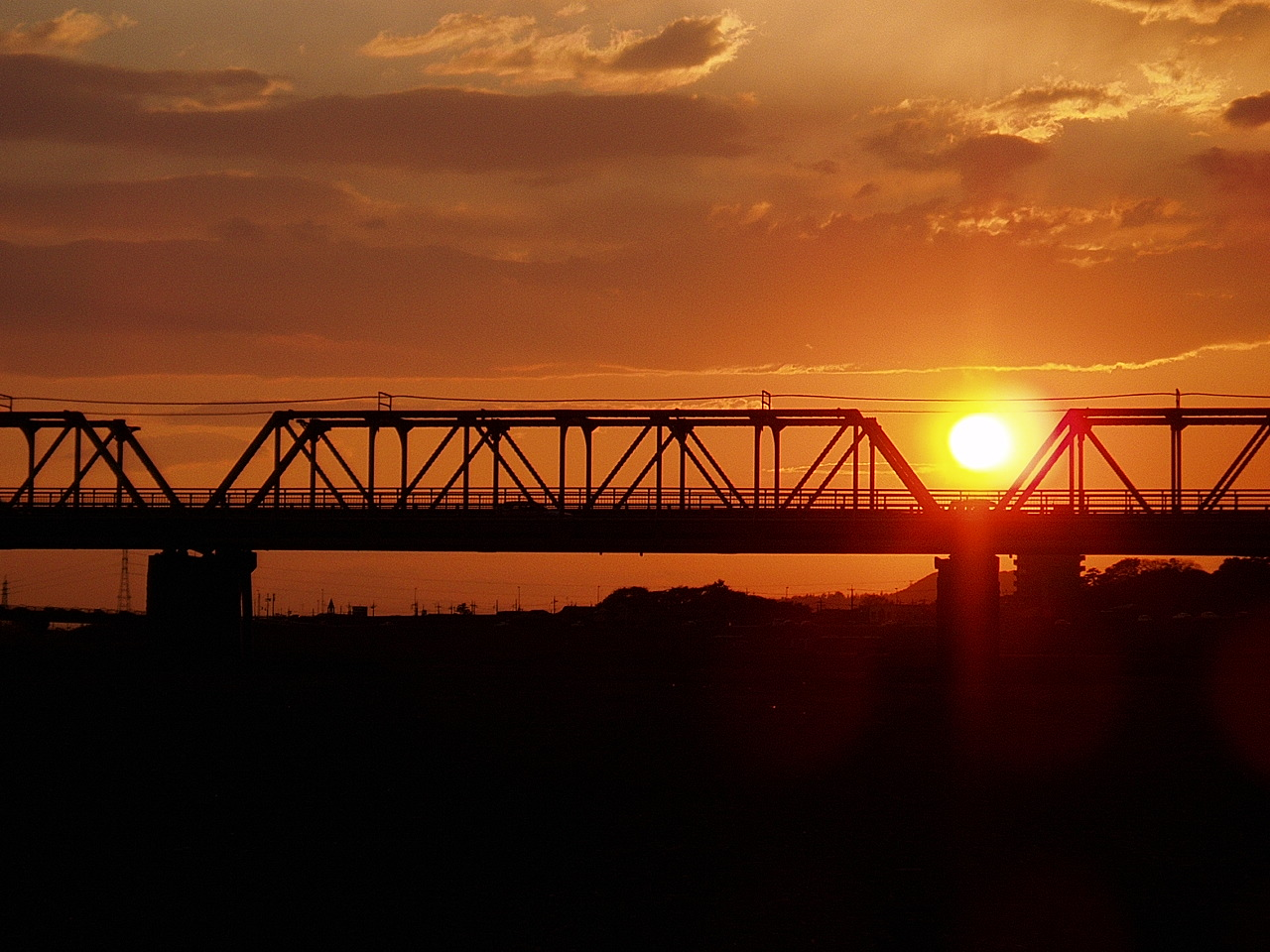
渡良瀬橋に沈む夕日
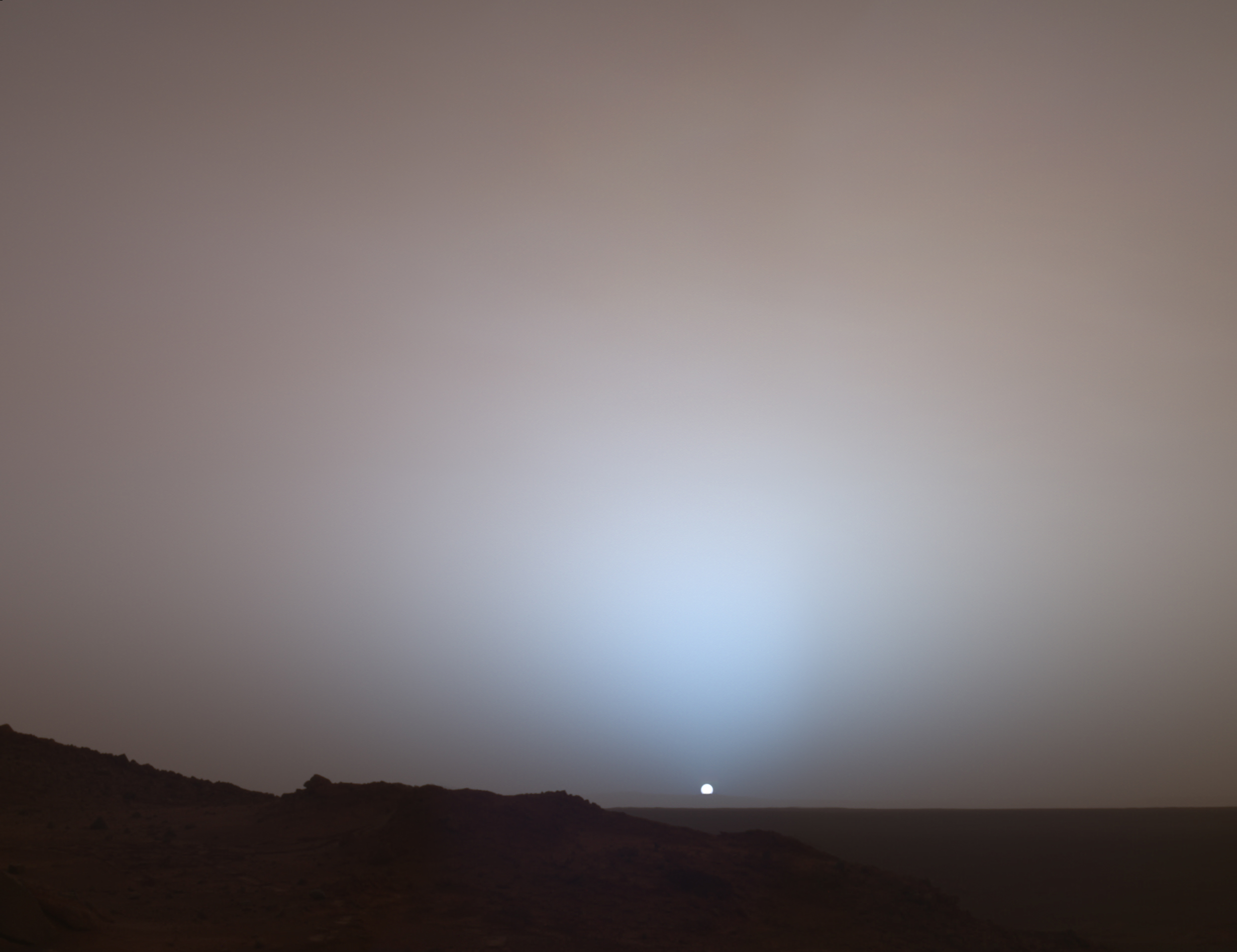
火星の青い夕焼け。スピリットによる撮影。
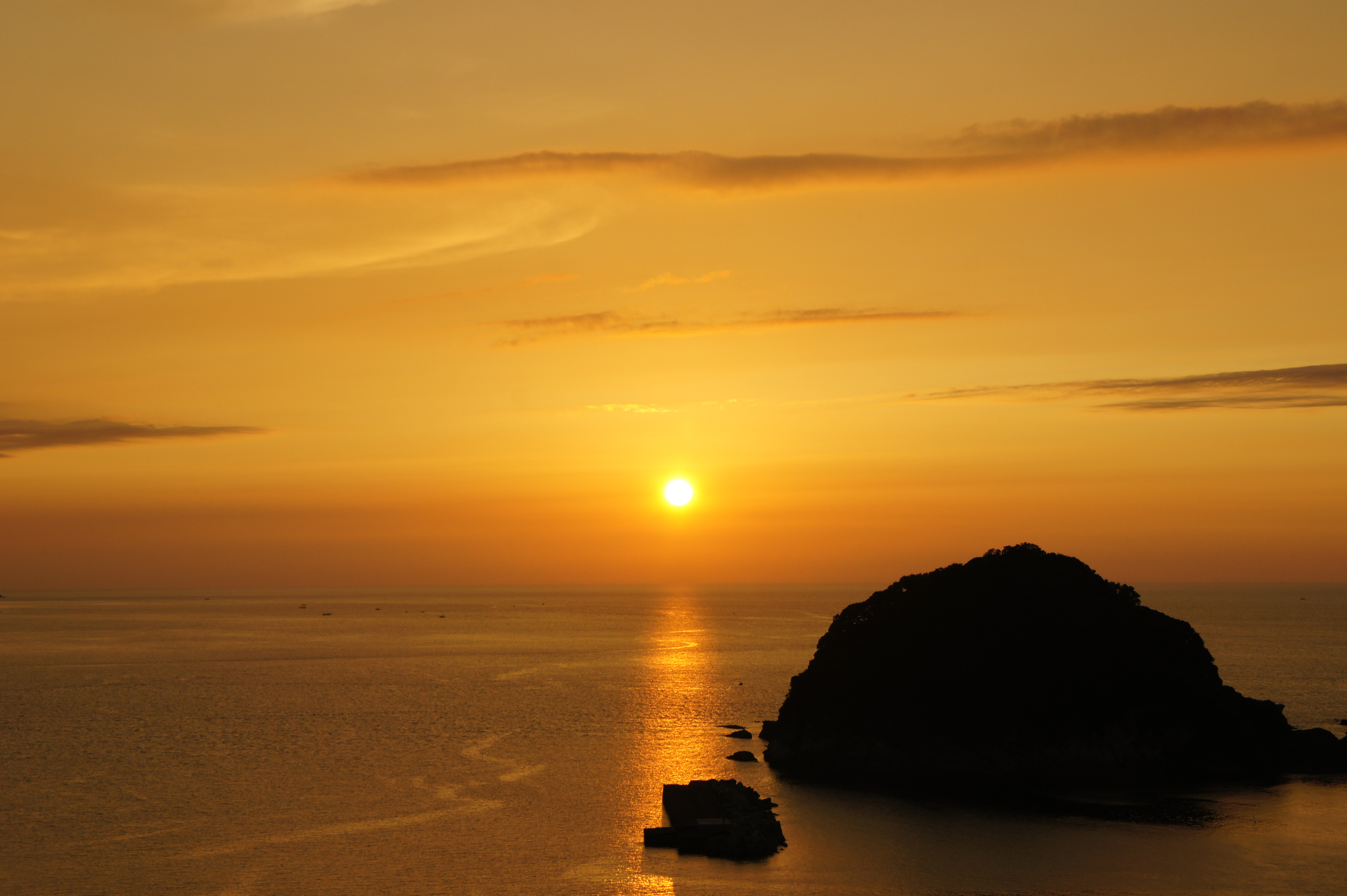
今子浦の夕焼け
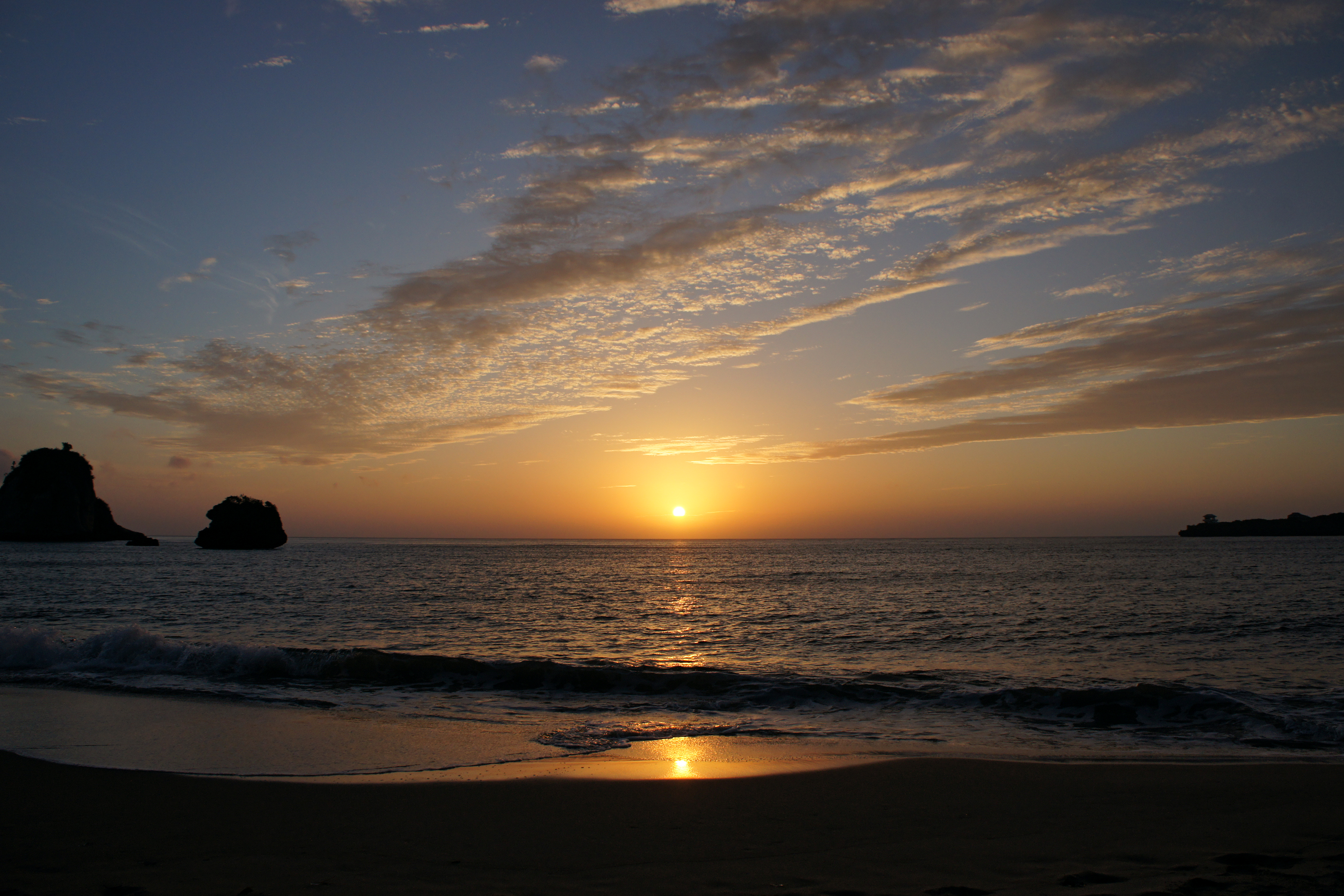
トゥドゥマリの浜（月ヶ浜）の夕焼け
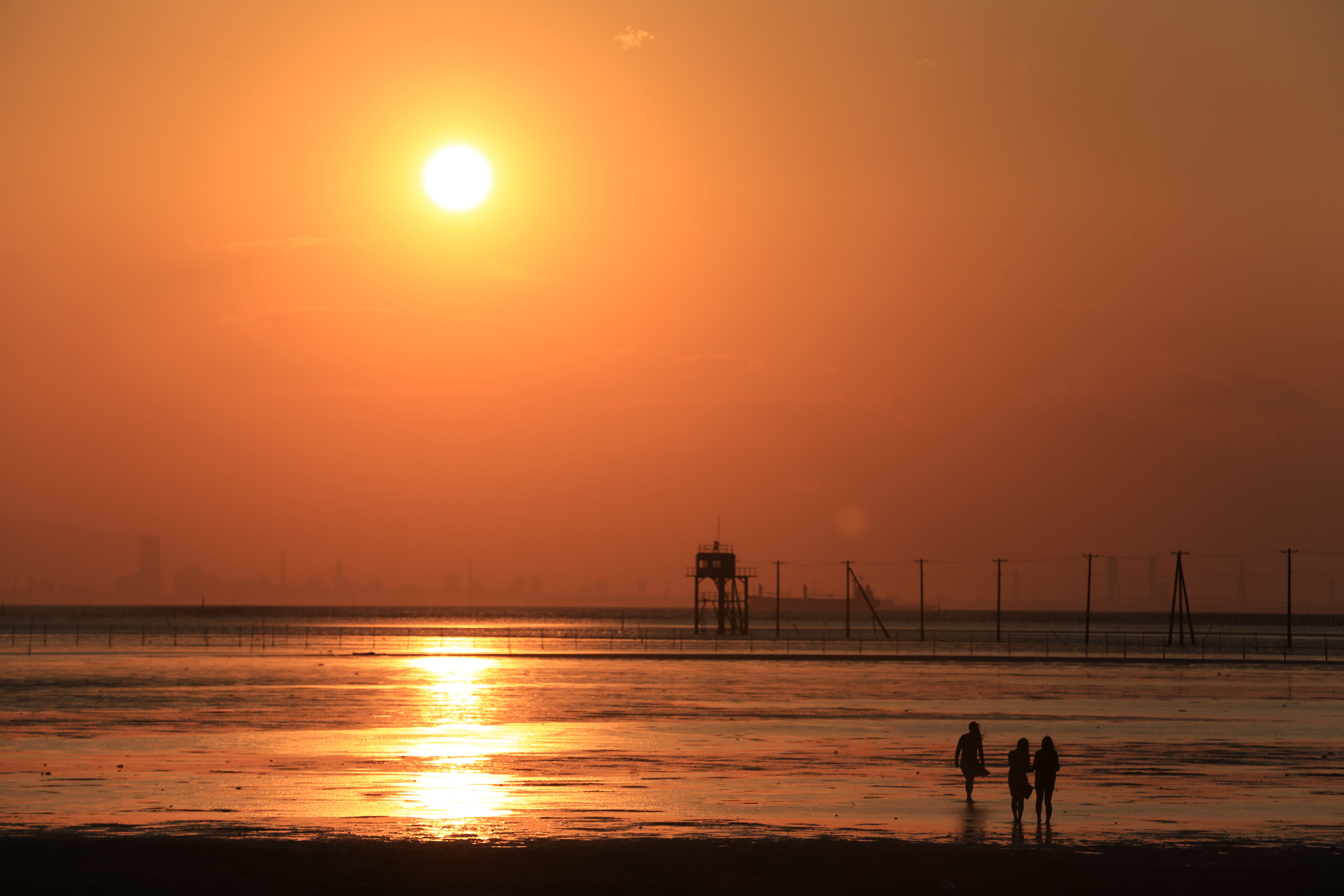
江川海岸の夕焼け

朝焼け
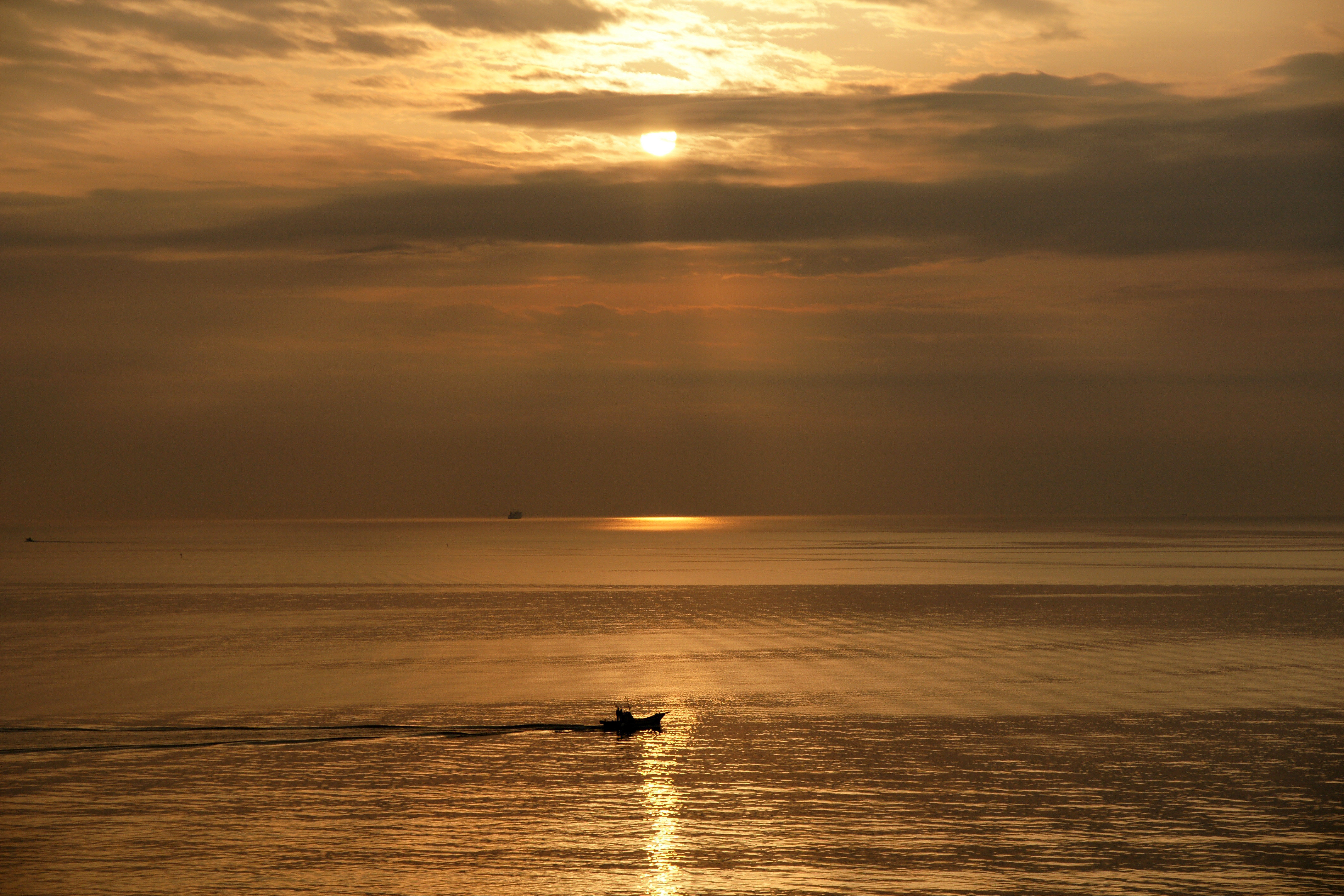
別府湾の朝焼け
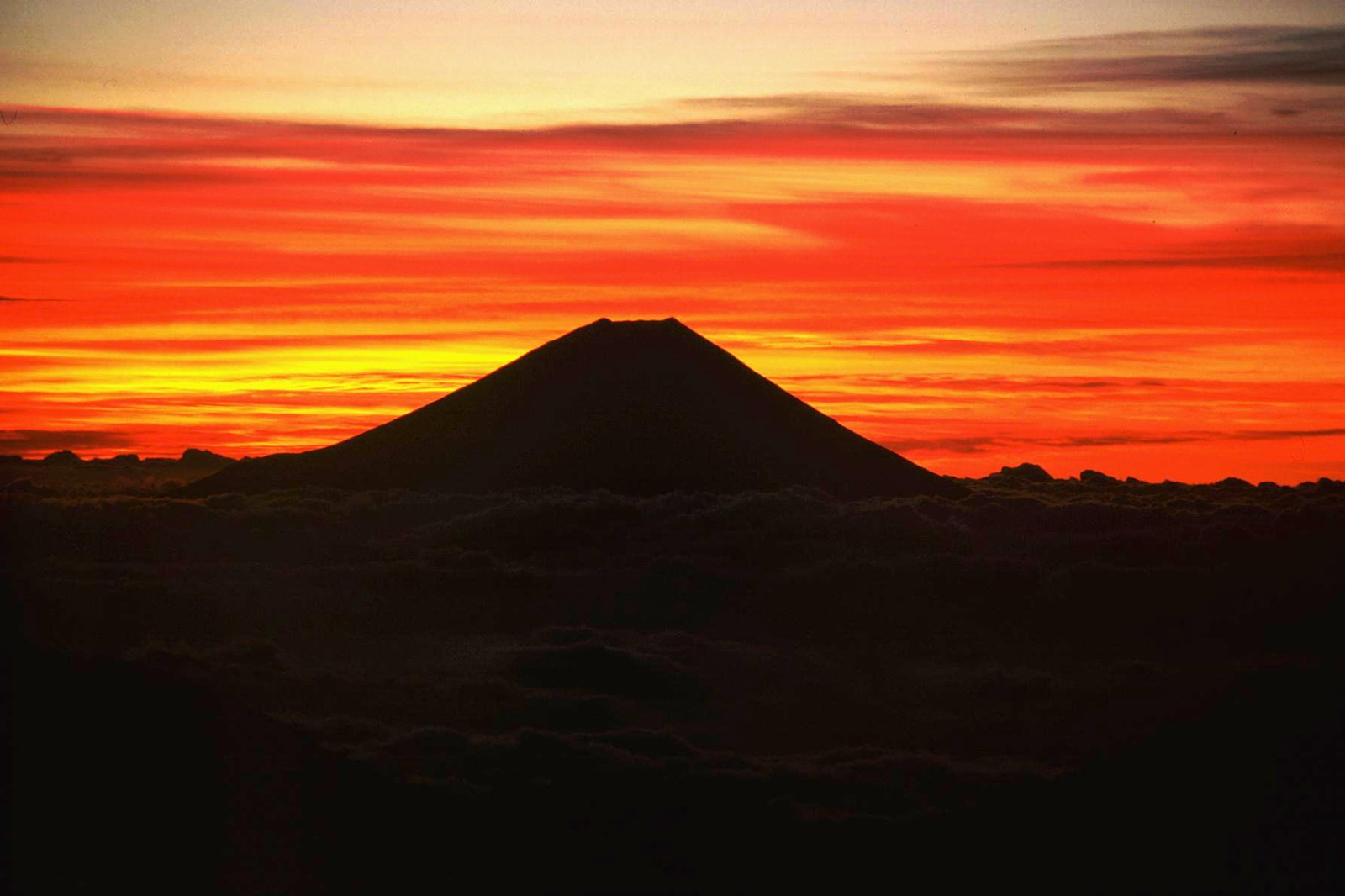
赤石岳からの雲海に浮かぶ富士山と朝焼け
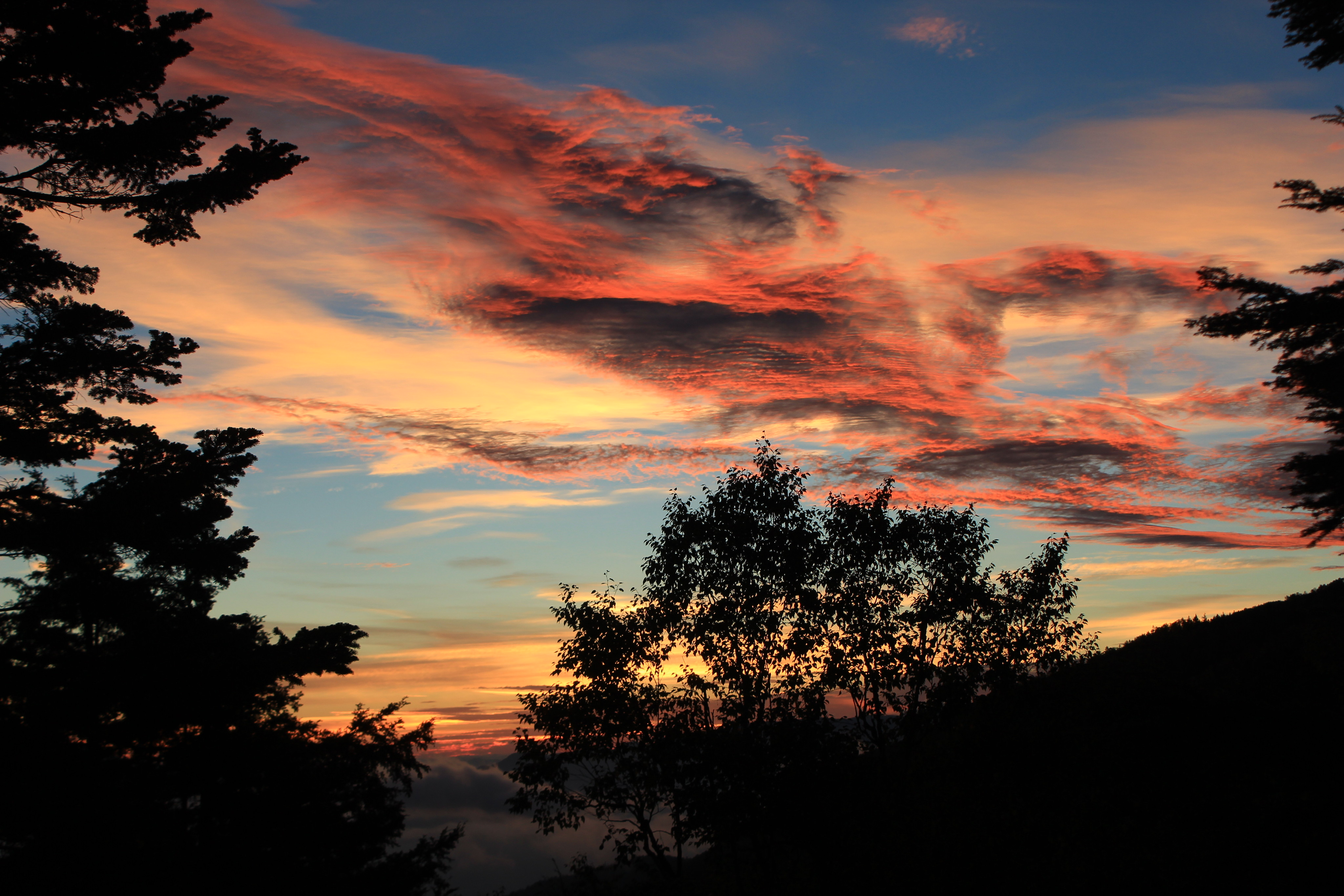
蝶ヶ岳から望む朝焼け
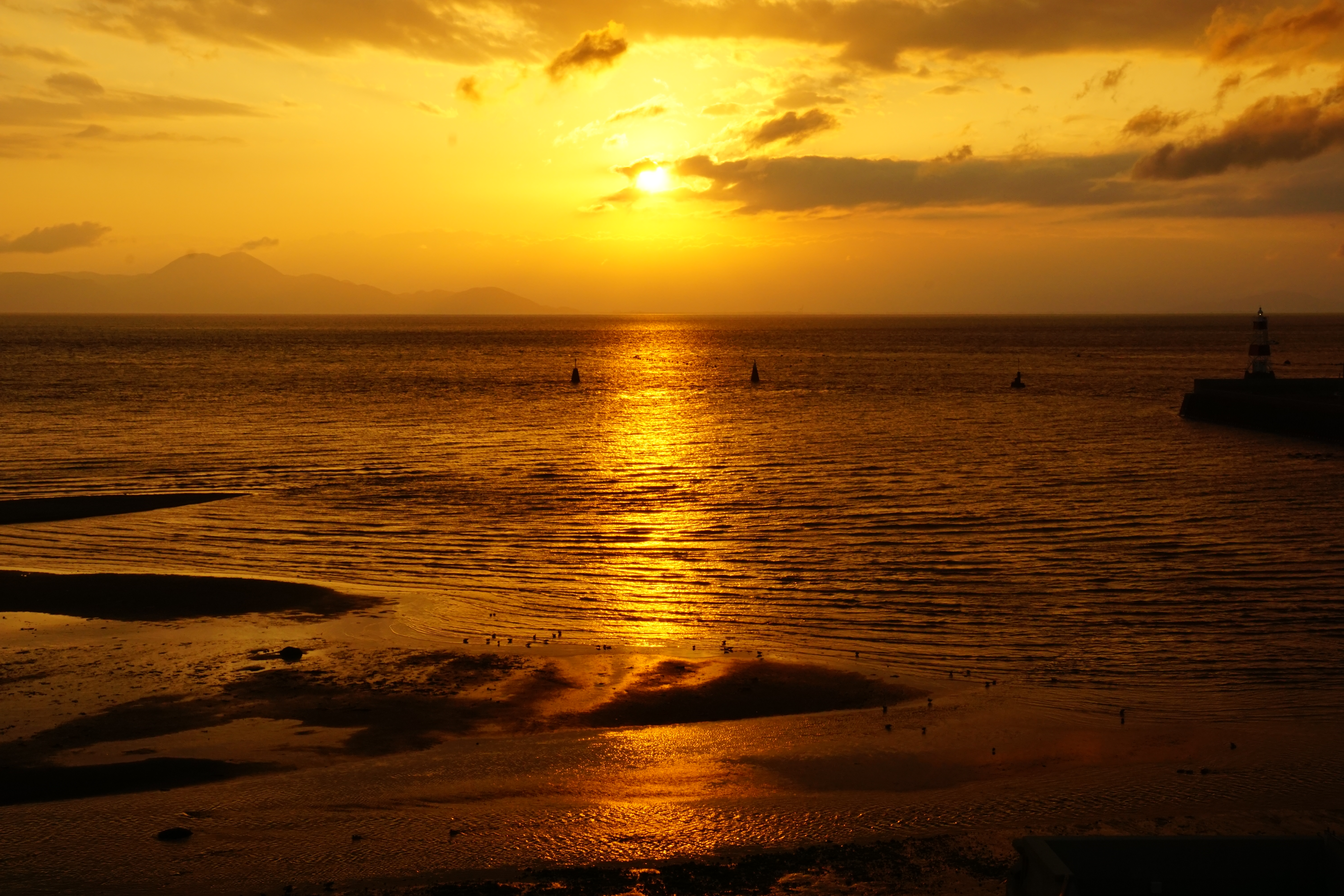
島原湾の朝焼け